# Saling
Die Saling ist im Schiffbau eine Konstruktion, die zu beiden Seiten neben dem Mast Befestigungs- oder Umlenkpunkte für die Wanten bietet, um den Mast oder Mastabschnitt von seinem oberen Punkt zu den beiden Schiffsseiten hin zu verspannen.

## Großsegler

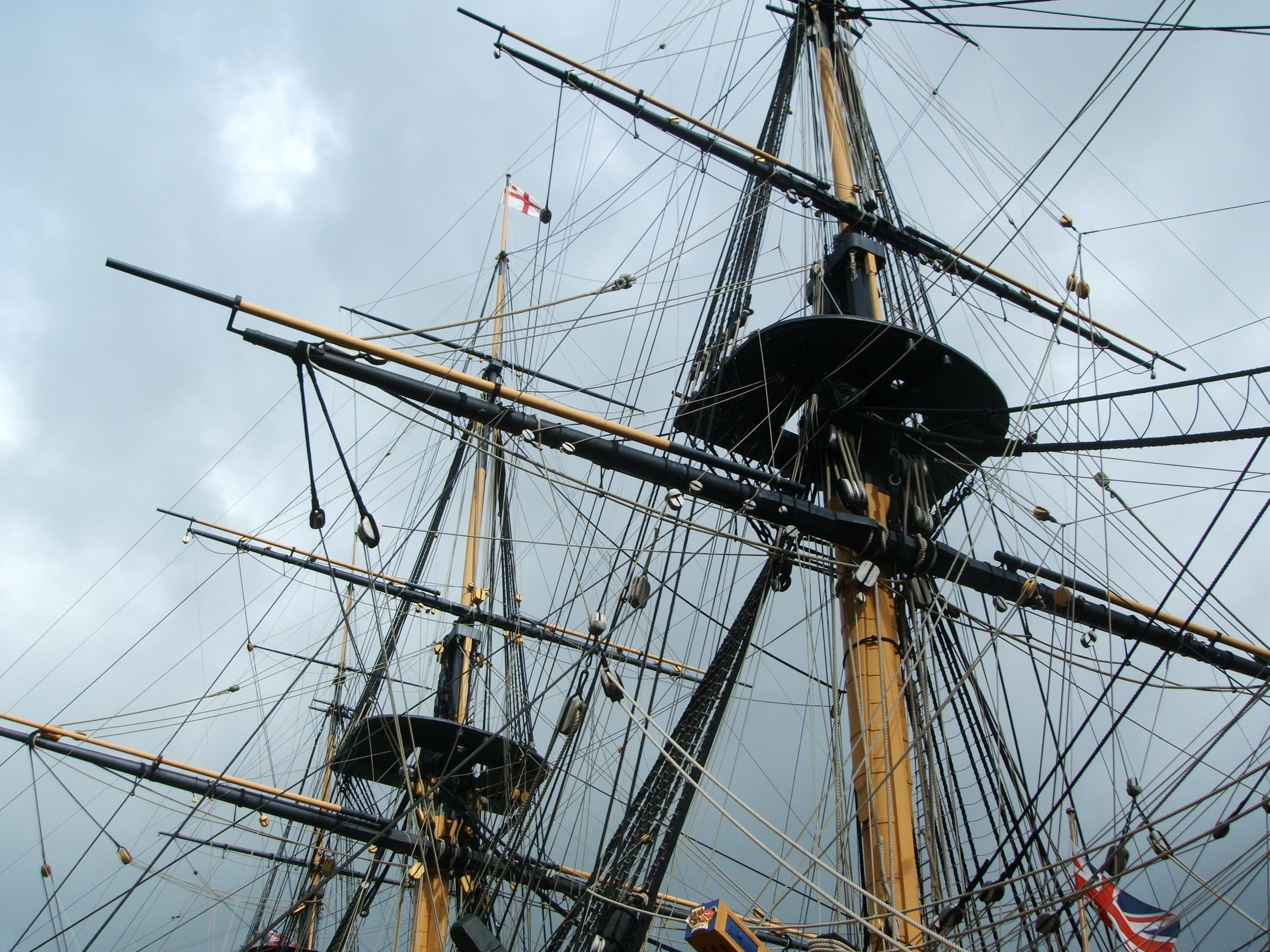
Die Marsen der Victory

Großsegler mit mehreren Stengen haben auch mehrere Salinge, die nach den Stengen benannt werden, die sie abstützen. So heißt die unterste, welche die Marsstenge abstützt, „Marssaling“, wobei sich der Name von dem ursprünglich für kriegerische Zwecke gedachten Mastkorb an der Mastspitze von Kriegsschiffen im 13. bis 16. Jahrhundert ableitet. Die nächste Saling, welche zur Abspannung der Bramstenge dient, ist die „Bramsaling“. Im Falle einer eigenen Royalstenge für die Royalsegel heißt sie „Royalsaling“.
Im praxisbezogenen Sprachgebrauch wurde die Bezeichnung Saling oft weggelassen, stattdessen nur der Name der zugehörigen Stenge für sich als Bezeichnung der Saling verwendet. Bei Bedarf einer genaueren Unterscheidung wurde der Name des jeweiligen Mastes dem Namen der Stenge in der Form „Fockmars“, „Fockbram“, „Großmars“, „Großbram“ etc. vorangesetzt.
Auf großen Segelschiffen bot die ausgedehnte Saling eine begehbare Plattform für Arbeiten der Besatzung in der Takelage.
Weitere Spieren zum Vergrößern des Stützwinkels von Stagen und Pardunen sind Spreizen und Ausleger, stets nach dem Tau benannt, das sie spreizen, wie die Jumpstagspreize, die bei manchen Großseglern am Klüverbaum seitlich angebrachten Klüvergeien- bzw. Klüverpardunenausleger, die am Bug beidseitig nahe dem Ankerkranbalken angebrachten Klüverbackstagausleger oder der Stampfstock, der das Stampfstag nach unten vom Bugspriet abspreizt. Bei Seglern in der Übergangszeit des ausgehenden 18. und beginnenden 19. Jahrhunderts wurden manchmal vorhandene Blindenrahen unter dem Klüverbaum festgelascht und als Seitenausleger der Klüverstage verwendet.

## Yachten

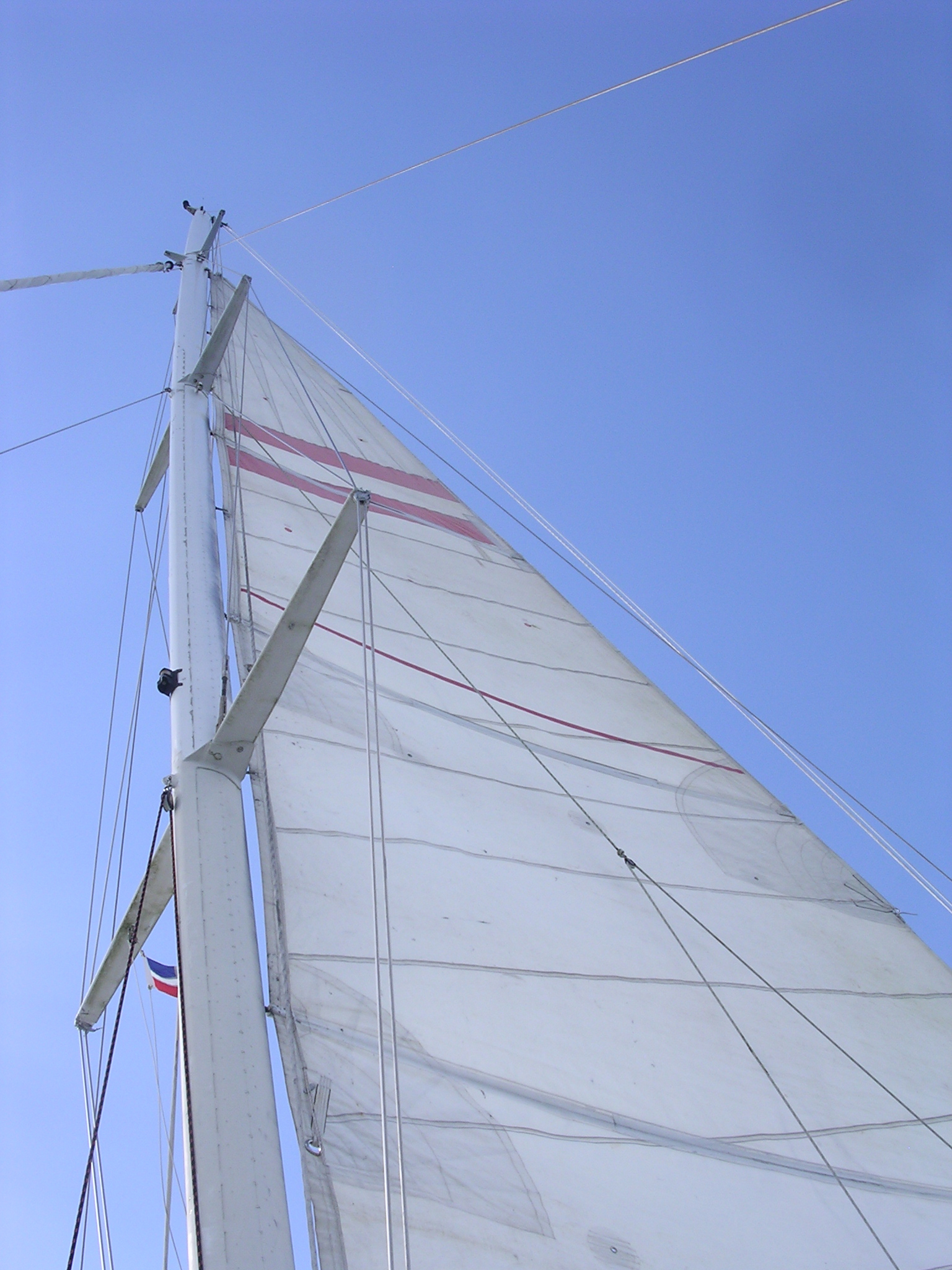
Gerade Salingspaare einer Yacht

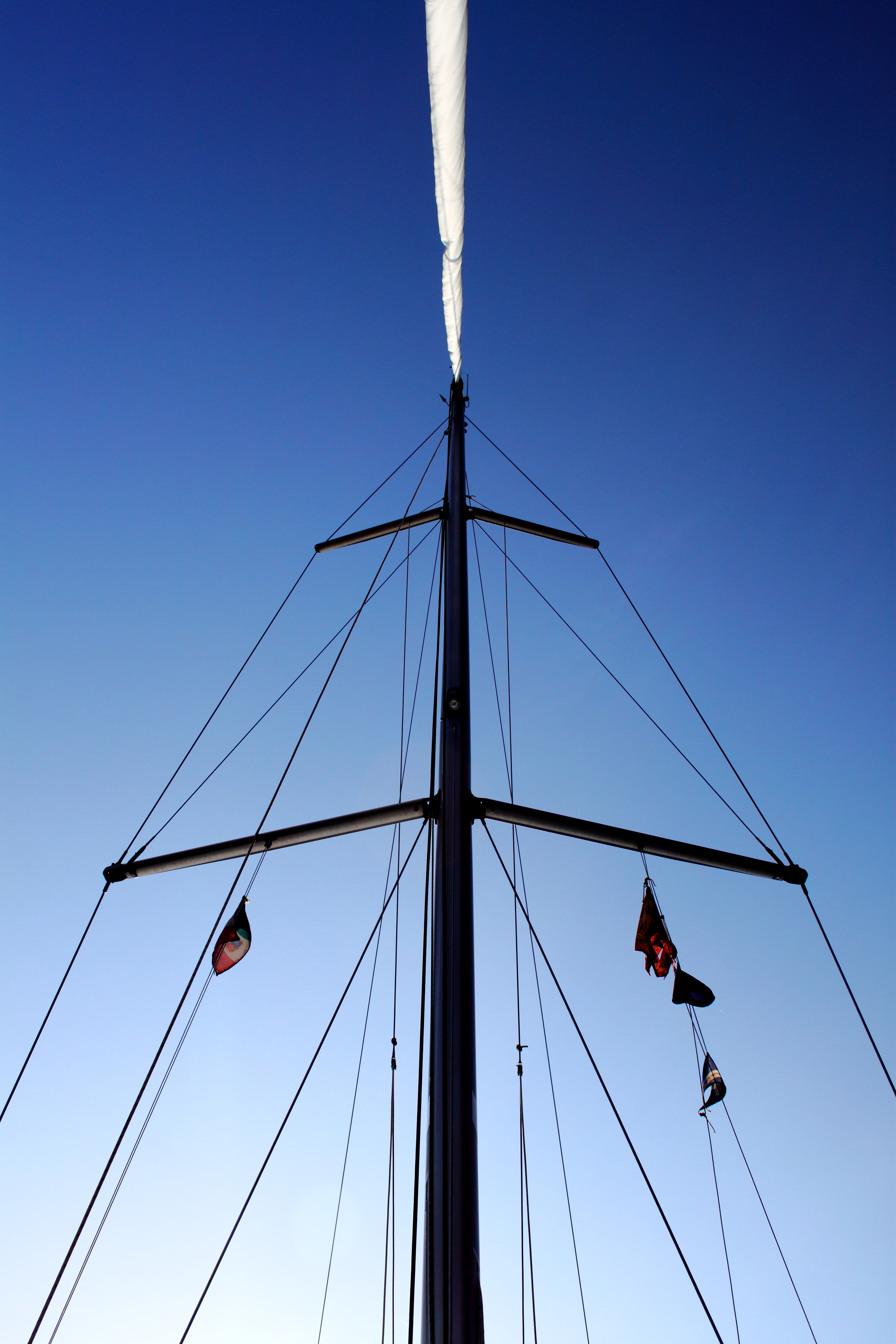
Rigg mit gepfeilten Salingen

Auf Yachten ist die Saling zu einer Strebe reduziert, je nach Rigg aus Holz, Metall oder Faserverbundwerkstoff. Die Aufgabe bleibt aber die gleiche: Sie soll den Mast stützen und den Winkel, in dem die Wanten am oberen Teil des Mastes angreifen, verbessern. Auf diese Weise kann die nötige Stabilität des Mastes durch dünneres Tauwerk und ein geringeres Mastprofil (Mastdicke) erreicht werden. Die Zahl der Salingspaare ist hauptsächlich von der Masthöhe abhängig. Yachten um die zehn Meter haben meist eines oder zwei Paare, ganz hohe Riggs von Rennyachten bis zu fünf.
Vorwiegend bei älteren Riggs sind die Salinge noch, wie früher bei den Rahseglern, rechtwinklig zum Mast angebracht, wodurch auch die Wanten direkt neben dem Mast stehen. Heutige Riggs verwenden mehr oder weniger gepfeilte Salinge. Dadurch stützen die Wanten den Mast nicht nur seitwärts, sondern auch und ganz wesentlich gegen vorne. Solche Riggs können daher ohne Backstagen gefahren werden und besitzen ein Achterstag, das meist nur noch zum Trimmen dient. Backstagen werden oft als kompliziert in der Handhabung beurteilt. Der Nachteil (stark) gepfeilter Salinge ist, dass das Großsegel bei Vorwindkursen nicht mehr so weit aufgefiert werden kann.